# Жегоцина (гміна)
Гміна Жегоцина (пол. Gmina Żegocina) — сільська гміна у південній Польщі. Належить до Бохенського повіту Малопольського воєводства.
Станом на 31 грудня 2011 у гміні проживало 5202 особи.

## Площа
Згідно з даними за 2007 рік площа гміни становила 35.23 км², у тому числі:
- орні землі: 61.00%
- ліси: 31.00%

Таким чином, площа гміни становить 5.58% площі повіту.

## Населення
Станом на 31 грудня 2011:
| Опис     | Загалом | Загалом | Чоловіки | Чоловіки | Жінки | Жінки |
| -------- | ------- | ------- | -------- | -------- | ----- | ----- |
| одиниця  | осіб    | %       | осіб     | %        | осіб  | %     |
| все      | 5202    | 100     | 2593     | 49.85    | 2609  | 50.15 |
| міське   | 0       | 100     | 0        |          | 0     |       |
| сільське | 5202    | 100     | 2593     | 49.85    | 2609  | 50.15 |

## Сусідні гміни
Гміна Жегоцина межує з такими гмінами: Ліпниця-Мурована, Ляскова, Новий Вісьнич, Тшцяна.